# Tabanus albitriangulatis
Tabanus albitriangulatis är en tvåvingeart som beskrevs av Schuurmans Stekhoven 1926. Tabanus albitriangulatis ingår i släktet Tabanus och familjen bromsar. Inga underarter finns listade i Catalogue of Life.